# Fortuna liga 2014/2015
Fortuna liga 2014/15 byla 22. ročníkem nejvyšší slovenské fotbalové soutěže. Poprvé nesla název Fortuna podle sponzora – sázkové kanceláře Fortuna, v minulosti se ročníky jmenovaly Mars superliga (do ročníku 2001/02 včetně) a Corgoň liga (do ročníku 2013/14 včetně). Účastnilo se 12 týmů, každý s každým hrál jednou na domácím hřišti a jednou na hřišti soupeře a navíc se pak opakovala první část zápasů, takže se za sezónu odehrálo 33 kol. Mezi elitu se probojoval tým FO ŽP ŠPORT Podbrezová, pro nějž to byl premiérový start v nejvyšší lize.
Mistrovský titul ze sezóny 2013/14 obhajoval klub ŠK Slovan Bratislava. Vítěz si vybojoval účast v předkole Ligy mistrů UEFA 2015/16. Druhý, třetí a čtvrtý tým v tabulce si zajistil účast v předkolech Evropské ligy 2015/16.
Titul získalo dvě kola před koncem mužstvo FK AS Trenčín (svůj první v historii slovenské nejvyšší ligy) a zajistilo si tak účast v předkolech Ligy mistrů UEFA. Do předkol Evropské ligy UEFA se kvalifikovaly týmy na druhé až čtvrté pozici, tedy MŠK Žilina, ŠK Slovan Bratislava a FC Spartak Trnava. Do 2. ligy sestoupil tým na 12. místě, čili klub FK Dukla Banská Bystrica a zamířilo do ní i mužstvo MFK Košice, které kvůli nesplnění finančních kritérií nedostalo licenci pro 1. ligu.

## Lokalizace
- Žilinský kraj – MŠK Žilina, MFK Ružomberok
- Trnavský kraj – FC Spartak Trnava, FK Senica, FC DAC 1904 Dunajská Streda
- Bratislavský kraj – ŠK Slovan Bratislava
- Trenčínský kraj – FK AS Trenčín, TJ Spartak Myjava
- Nitranský kraj – FC ViOn Zlaté Moravce
- Banskobystrický kraj – FK Dukla Banská Bystrica, FO ŽP ŠPORT Podbrezová
- Košický kraj – MFK Košice

## Kluby
Údaje na začátku sezóny.
| Klub                        | Stadion                             | Kapacita | Trenér           | Kapitán         | Sponzor  | Poslední sezona    |
| --------------------------- | ----------------------------------- | -------- | ---------------- | --------------- | -------- | ------------------ |
| ŠK Slovan Bratislava        | Stadion Pasienky                    | 12 000   | František Straka | Igor Žofčák     | Adidas   | 1. místo           |
| FK AS Trenčín               | Štadión na Sihoti                   | 4 500    | Martin Ševela    | Miloš Volešák   | Nike     | 2. místo           |
| FC Spartak Trnava           | Štadión Antona Malatinského         | 18 448   | Juraj Jarábek    | Marek Janečka   | Adidas   | 3. místo           |
| MFK Ružomberok              | Štadión pod Čebraťom                | 4 817    | Ladislav Šimčo   | Lukáš Greššák   | Umbro    | 4. místo           |
| MFK Košice                  | Štadión Lokomotívy v Čermeli        | 9 000    | Radoslav Látal   | Peter Šinglár   | Nike     | 5. místo           |
| FK Senica                   | Štadión FK Senica                   | 4 500    | Pavel Hapal      | Juraj Piroska   | Hummel   | 6. místo           |
| TJ Spartak Myjava           | Štadión Spartaka Myjava             | 2 000    | Peter Gergely    | Peter Solnička  | Uhlsport | 7. místo           |
| FK Dukla Banská Bystrica    | Štadión SNP                         | 10 000   | Norbert Hrnčár   | Peter Boroš     | Adidas   | 8. místo           |
| MŠK Žilina                  | Štadión pod Dubňom                  | 11 181   | Adrián Guľa      | Viktor Pečovský | Nike     | 9. místo           |
| FC ViOn Zlaté Moravce       | Štadión FC ViOn                     | 4 000    | Branislav Mráz   | Martin Chren    | Legea    | 10. místo          |
| FC DAC 1904 Dunajská Streda | Mestský štadión DAC Dunajská Streda | 16 410   | Mikuláš Radványi | Peter Majerník  | Adidas   | 11. místo          |
| FO ŽP ŠPORT Podbrezová      | Štadión ŽP ŠPORT                    | 6 500    | Jaroslav Kentoš  | Ivan Minčič     | Adidas   | 1. místo (2. liga) |

## Konečná tabulka
| Poř. | Tým                         | Z  | V  | R  | P  | VG | OG | B  |
| ---- | --------------------------- | -- | -- | -- | -- | -- | -- | -- |
| 1.   | FK AS Trenčín               | 33 | 23 | 5  | 5  | 67 | 28 | 74 |
| 2.   | MŠK Žilina                  | 33 | 20 | 9  | 4  | 68 | 25 | 69 |
| 3.   | ŠK Slovan Bratislava        | 33 | 18 | 3  | 12 | 49 | 42 | 57 |
| 4.   | FC Spartak Trnava           | 33 | 16 | 8  | 9  | 53 | 31 | 56 |
| 5.   | FK Senica                   | 33 | 12 | 11 | 10 | 52 | 50 | 47 |
| 6.   | MFK Košice                  | 33 | 11 | 8  | 14 | 43 | 48 | 41 |
| 7.   | MFK Ružomberok              | 33 | 10 | 10 | 13 | 40 | 45 | 40 |
| 8.   | FC DAC 1904 Dunajská Streda | 33 | 9  | 12 | 12 | 32 | 44 | 39 |
| 9.   | TJ Spartak Myjava           | 33 | 11 | 6  | 16 | 38 | 53 | 39 |
| 10.  | FC ViOn Zlaté Moravce       | 33 | 8  | 8  | 17 | 27 | 54 | 32 |
| 11.  | FO ŽP ŠPORT Podbrezová      | 33 | 7  | 8  | 18 | 32 | 54 | 29 |
| 12.  | FK Dukla Banská Bystrica    | 33 | 4  | 10 | 19 | 29 | 56 | 22 |

Poznámky:
- Z = Odehrané zápasy; V = Vítězství; R = Remízy; P = Prohry; VG = Vstřelené góly; OG = Obdržené góly; B = Body

Legenda:
|  | druhé předkolo Ligy mistrů UEFA 2015/16 |
|  | první předkolo Evropské ligy 2015/16    |
|  | Sestup do 2. slovenské ligy             |

## Nejlepší střelci
Zdroj:
19 gólů
- Jan Kalabiška (FK Senica)
- Matej Jelić (MŠK Žilina)

13 gólů
- Jaroslav Mihalík (MŠK Žilina)

11 gólů
- Erik Sabo (FC Spartak Trnava)
- Ján Vlasko (FC Spartak Trnava)
- Štefan Pekár (TJ Spartak Myjava)